# 豊頃駅
豊頃駅（とよころえき）は、北海道中川郡豊頃町豊頃旭町にある北海道旅客鉄道（JR北海道）根室本線の駅である。電報略号はヨコ。事務管理コードは▲110423。駅番号はK38。
かつては急行列車（「狩勝」・「ぬさまい」）の停車駅だった。

## 歴史

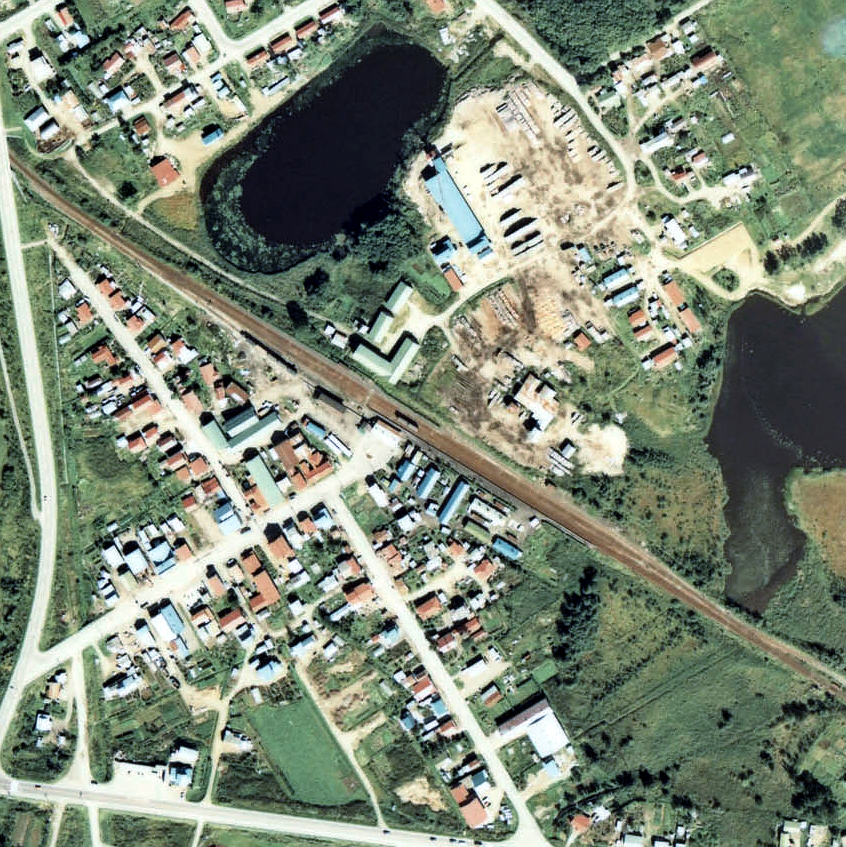
1977年の豊頃駅と周囲約500m範囲。右が根室方面。中線を挟んで千鳥状に殆どずれた相対式ホーム2面2線と、駅表池田側の櫛状の貨物ホームへ引込線、駅裏浦幌側の木工所の土場前へ引込線を有する。中線や貨物ホームには貨車が留置されている。

- 1904年（明治37年）8月12日：北海道官設鉄道の駅として開業。一般駅[4][5][1]。
- 1905年（明治38年）4月1日：官設鉄道に移管[1]。
- 1982年（昭和57年）9月10日：貨物取扱い廃止[1]。
- 1984年（昭和59年）
  - 2月1日：荷物取扱い廃止[1]。
  - 12月1日：駅員無配置駅となる[6][7]。ただし、国鉄職員による乗車券の販売を継続[8]。
- 1985年（昭和60年）4月1日：前日をもって国鉄職員による乗車券の販売を終了し、豊頃町への簡易委託により乗車券販売を開始[7]。
- 1987年（昭和62年）4月1日：国鉄分割民営化により、北海道旅客鉄道（JR北海道）の駅となる[1]。
- 1995年（平成7年）4月1日：簡易委託廃止、完全無人化。
- 1995年（平成7年）度：石勝線・根室線高速化工事に伴い同年度から翌年度にかけ分岐器を弾性分岐器に交換[9]。

### 駅名の由来
町名より。アイヌ語由来であるが原義不明となっている。

## 駅構造
相対式2面2線のホームをもつ地上駅。池田駅管理の無人駅である。駅舎側の本線である1番線を基本的に上下線とも使用し、交換する場合のみ2番線を使用する。お互いのホームは屋根なし跨線橋で連絡している。

### のりば
| 番線 | 路線      | 方向 | 行先           |
| ---- | --------- | ---- | -------------- |
| 1・2 | ■根室本線 | 上り | 帯広・新得方面 |
| 1・2 | ■根室本線 | 下り | 浦幌・釧路方面 |

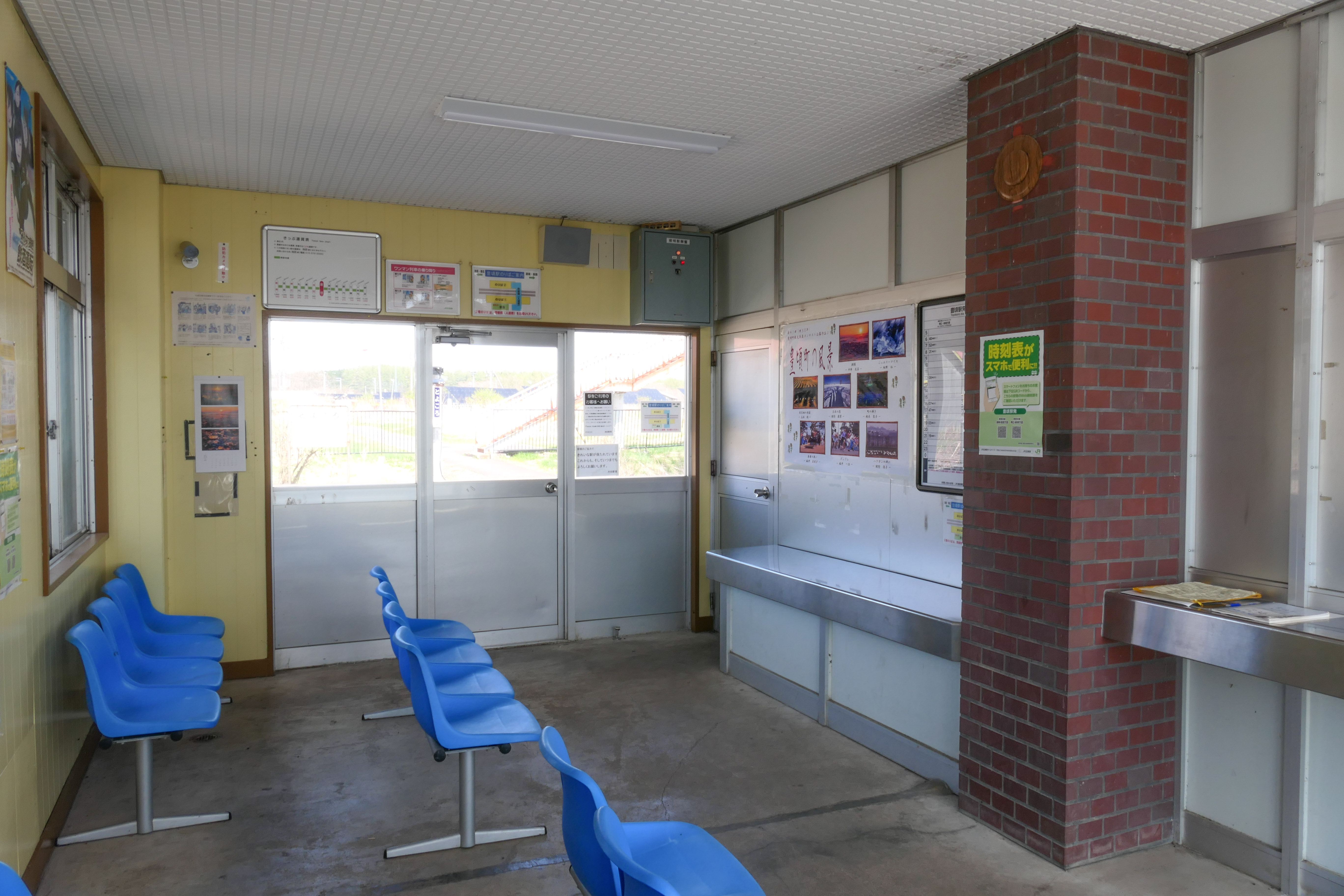
待合室（2021年5月）
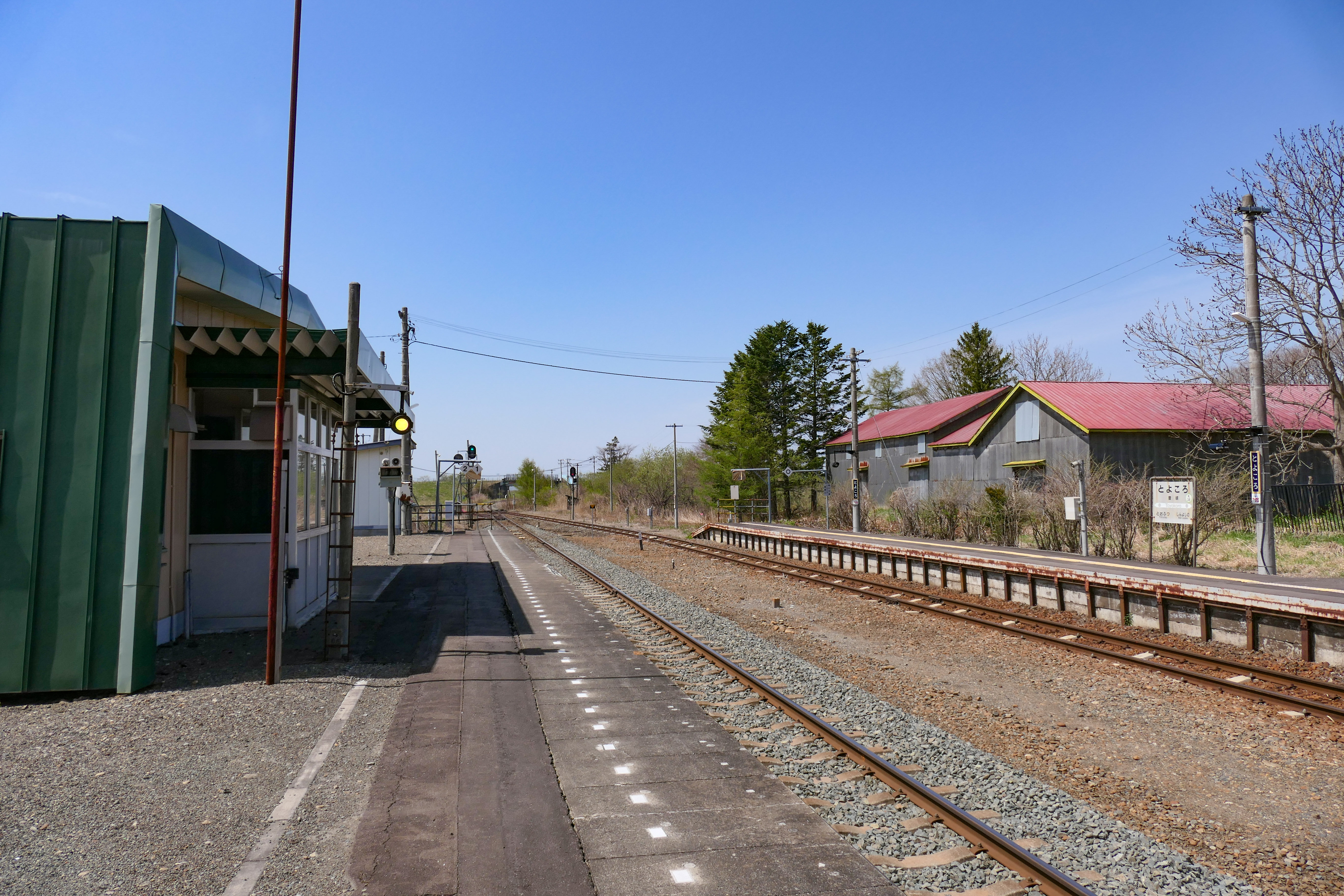
ホーム（2021年5月）

## 利用状況
利用状況の推移については以下の通り。年間の値のみ判明している年度の1日平均は日数割で算出した参考値を括弧書きで示す。出典が「乗降人員」となっているものについては1/2とした値を括弧書きで乗車人員の欄に示し、備考欄で元の値を示す。
| 年度               | 乗車人員 | 乗車人員 | 出典   | 備考                |
| 年度               | 年間     | 1日平均  | 出典   | 備考                |
| ------------------ | -------- | -------- | ------ | ------------------- |
| 1909年（明治42年） | 8,238    | (22.6)   | [ 10 ] |                     |
| 1913年（大正2年）  | 10,543   | (28.9)   | [ 10 ] |                     |
| 1930年（昭和5年）  | 24,966   | (68.4)   | [ 10 ] |                     |
| 1957年（昭和32年） | 126,718  | (347.2)  | [ 10 ] |                     |
| 2011年（平成23年） |          | (34)     | [ 11 ] | 1日平均乗降人員68人 |
| 2012年（平成24年） |          | (32)     | [ 11 ] | 1日平均乗降人員64人 |
| 2013年（平成25年） |          | (24)     | [ 11 ] | 1日平均乗降人員48人 |
| 2014年（平成26年） |          | (20)     | [ 11 ] | 1日平均乗降人員40人 |

## 駅周辺
- 国道38号
- 池田警察署豊頃駐在所
- 豊頃駅前郵便局
- 豊頃町農業協同組合（JA豊頃町）
- セイコーマート はせがわ豊頃店
- 佐々田沼
- すずらん沼
- 豊頃町立豊頃中学校
- 豊頃町立豊頃小学校
- 豊頃町有バス、豊頃コミュニティバス「豊頃駅前」停留所[12]

駅から2kmほどの十勝川を挟んだ反対側の茂岩地区に豊頃町役場・豊頃郵便局がある。

## 隣の駅
北海道旅客鉄道（JR北海道）
■根室本線
十弗駅 (K37) - 豊頃駅 (K38) - 新吉野駅 (K39)